# Cànoves i Samalús
Cànoves i Samalús è un comune spagnolo di 2 693 abitanti situato nella comunità autonoma della Catalogna.